# Melodifestivalen 1979

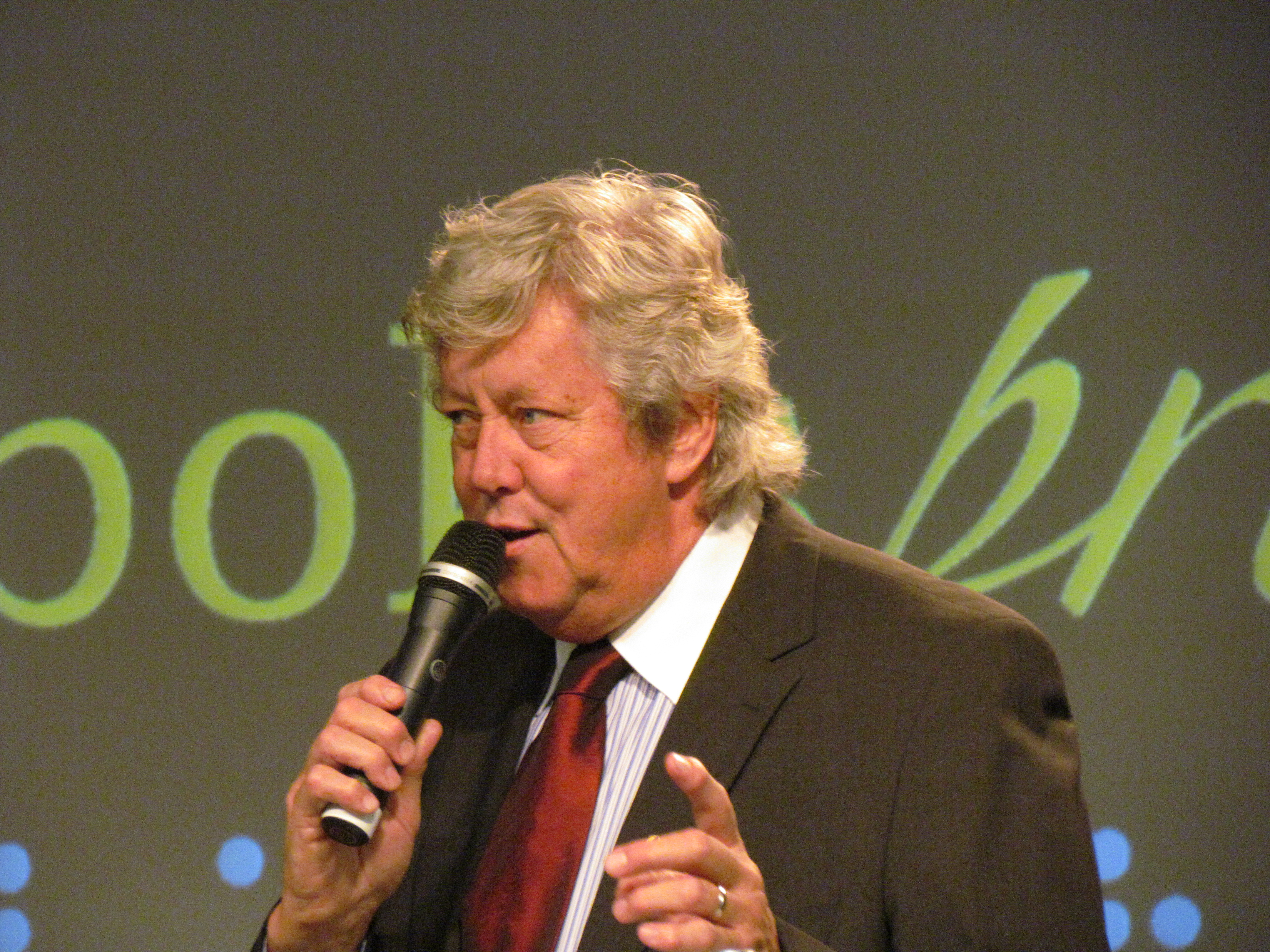
Ulf Elfving ledde festivalen för tredje året i rad. Bild från 2011.

Melodifestivalen 1979 var den 19:e upplagan av musiktävlingen Melodifestivalen och samtidigt Sveriges uttagning till Eurovision Song Contest 1979. 
Finalen hölls på Cirkus i Stockholm den 17 februari 1979, där melodin "Satellit", framförd av Ted Gärdestad, vann genom att ha fått högst totalpoäng av jurygrupperna. Tävlingen öppnades återigen för allmänheten (vem som helst som var svensk medborgare) att skicka in bidrag till festivalen, efter att ha varit stängd året innan. En hel del artister som deltog det här året fick stor genomslagskraft i sina kommande karriärer åren framåt.
Satellit fick sedan representera Sverige i ESC 1979 som arrangerades i Jerusalem i Israel den 31 mars 1979. 

## Tävlingsupplägg[1]
Sveriges Radio-TV valde det här året att återigen öppna upp tävlingen för allmänheten att skicka in bidrag till tävlingen, efter att man hade ett internt kompositörsurval året innan. Trots att tävlingen var öppen för vem som helst skickades det endast in 425 bidrag, vilket blev en minskning med 678 bidrag jämfört med 1977. Efter att urvalsjuryn lyssnat igenom de inkomna bidragen och gallrat fram tio finalbidrag valdes artisterna ut. Flera av de artister som presenterades hade tävlat förut, såsom Ted Gärdestad och Tomas Ledin, men tävlingen fick också en del nya artister (som Eva Dahlgren och Magnus Uggla) som efter festivalen fick stor genomslagskraft i sina respektive musikkarriärer.
Debutanten Pontus Platin, som fick med bidraget "Nattens sång", anklagades för att ha köpt låten av britten John Groves och att ha myglats in av kompisar i urvalsjuryn. Vid den här tiden arbetade Platin med ungdomsprogrammet Häftig fredag, som sändes på Sveriges Radio-TV. Dessutom hade Groves skrivit samtliga låtar på Platins kommande album, de flesta tillsammans med sin sambo, textförfattaren  Susanne Wigforss. Platin och Wigforss uppgav att de skrivit musiken och att Patrice Hellberg skrivit texten. Hellberg nekade till anklagelserna då kvällstidningarna ställde frågan till henne. Trots dessa misstankar diskvalificerades inte låten eftersom det aldrig kom fram vad som stämde. Cirka tjugo år efter att festivalen ägt rum uttalade sig Groves om att ryktena hade grund, men inget mer.
Efter finalen ansåg bland andra Aftonbladet och Expressen att fel låt hade vunnit.
Det kan tilläggas att den 1 juli samma år splittrades Sveriges Radio upp i ett antal olika bolag, vilket gjorde att man skilde på radio- och TV-delen av programverksamheten. Från och med då hette bolagen Sveriges Radio respektive Sveriges Television. Från och med 1980 var det televisionen som fick ta över ansvaret för Melodifestivalen.

### Återkommande artister
| Artist                       | Tidigare år (med placering) (Melodifestivalen) | Tidigare år (med placering) (ESC) |
| ---------------------------- | ---------------------------------------------- | --------------------------------- |
| Ola Håkansson (Del av Ola+3) | 1969 (9:a)                                     | –                                 |
| Ted Gärdestad                | 1973 (4:a), 1975 (7:a)                         | –                                 |
| Tomas Ledin                  | 1972 (8:a), 1977 (5:a), 1978 (4:a)             | –                                 |

## Finalkvällen
Finalen av festivalen 1979 sändes i TV1 den 17 februari 1979 kl. 20.00-22.00 från Cirkus i Stockholm. För tredje året i rad var Ulf Elfving programledare och kapellmästare var Anders Berglund. Kören bestod av Agneta Gilstig, Peter Lundblad, Agneta Olsson och Mikael Rickfors. Likt tidigare år hade man olika dirigenter eftersom alla artister själva fick välja sin egen dirigent. Precis som året innan spelades finalen in i förväg, vilket skedde på eftermiddagen samma dag som programmet skulle sändas. Mitt under sändningen bröt man också för ett kortare Aktuellt-program.
Likt tidigare år använde man sig endast av de elva regionala jurydistrikten, som representerade svenska städer från norr till söder. Varje jurygrupp bestod av elva personer i åldrarna 16-60 år (utan någon speciell övervikt åt något håll), som delade ut poängen 1-8, 10 och 12 poäng till bidragen. Denna skala användes även i Eurovision Song Contest. Jurygrupperna belönade alla bidrag med minst en poäng vilket gjorde att inget bidrag kunde sluta utan poäng.

### Startlista
| Nr | Artist               | Låt                            | Upphovsmän (Text & musik)                                     | Dirigent          |
| -- | -------------------- | ------------------------------ | ------------------------------------------------------------- | ----------------- |
| 1  | Ola+3                | Det känns som jag vandrar fram | Ulf Wahlberg (tm)                                             | Anders Berglund   |
| 2  | Tomas & Anders       | Tillsammans                    | Tomas Adolphson (tm), Anders Falk (tm)                        | Anders Berglund   |
| 3  | Eva Dahlgren         | Om jag skriver en sång         | Eva Dahlgren (tm)                                             | Bruno Glenmark    |
| 4  | Tomas Ledin          | Det ligger i luften            | Tomas Ledin (tm)                                              | Anders Eljas      |
| 5  | Kjell Hansson        | Mer än bara över natten        | Kjell Hansson (tm)                                            | Bengt Palmers     |
| 6  | Timjan               | En egen fela                   | Bengt "Charlie" Hillson (t), Peter Olsson (m)                 | Mats Olsson       |
| 7  | Pontus Platin        | Nattens sång                   | Patrice Hellberg (t), Pontus Platin (m), Susanne Wigforss (m) | Wlodek Gulgowski  |
| 8  | Py Bäckman & Py Gang | Var det här bara början?       | Py Bäckman (tm)                                               | Anders Berglund   |
| 9  | Ted Gärdestad        | Satellit                       | Kenneth Gärdestad (t), Ted Gärdestad (m)                      | Lars Samuelson    |
| 10 | Magnus Uggla Band    | Johnny the Rocker              | Johan Langer (t), Magnus Uggla (m)                            | Anders Henriksson |

### Poäng och placeringar
| Nr | Låt                            | Luleå | Falun | Karl- stad | Gbg | Umeå | Örebro | Norr- köping | Malmö | Sunds- vall | Växjö | Sthlm | Summa | Plac. |
| -- | ------------------------------ | ----- | ----- | ---------- | --- | ---- | ------ | ------------ | ----- | ----------- | ----- | ----- | ----- | ----- |
| 1  | Det känns som jag vandrar fram | 7     | 10    | 6          | 6   | 12   | 8      | 4            | 6     | 7           | 7     | 12    | 85    | 3     |
| 2  | Tillsammans                    | 6     | 6     | 5          | 3   | 8    | 5      | 6            | 10    | 4           | 3     | 2     | 58    | 6     |
| 3  | Om jag skriver en sång         | 2     | 8     | 10         | 12  | 10   | 12     | 7            | 4     | 6           | 8     | 6     | 85    | 3     |
| 4  | Det ligger i luften            | 10    | 12    | 12         | 10  | 3    | 7      | 10           | 8     | 10          | 6     | 8     | 96    | 2     |
| 5  | Mer än bara över natten        | 1     | 7     | 2          | 5   | 7    | 3      | 8            | 3     | 8           | 10    | 5     | 59    | 5     |
| 6  | En egen fela                   | 3     | 3     | 3          | 4   | 2    | 2      | 2            | 7     | 5           | 1     | 7     | 39    | 9     |
| 7  | Nattens sång                   | 4     | 1     | 4          | 8   | 4    | 6      | 5            | 5     | 2           | 4     | 1     | 44    | 8     |
| 8  | Var det här bara början?       | 8     | 4     | 8          | 2   | 5    | 4      | 3            | 2     | 3           | 2     | 4     | 45    | 7     |
| 9  | Satellit                       | 12    | 5     | 7          | 7   | 6    | 10     | 12           | 12    | 12          | 12    | 10    | 105   | 1     |
| 10 | Johnny the Rocker              | 5     | 2     | 1          | 1   | 1    | 1      | 1            | 1     | 1           | 5     | 3     | 22    | 10    |

### Juryuppläsare
- Luleå: Annalena Hedman
- Falun: Anna-Kajsa Vilje
- Karlstad: Ulf Schenkmanis
- Göteborg: Rune Rustman
- Umeå: Fredrik Burgman
- Örebro: Maud Nylin
- Norrköping: Larz-Thure Ljungdahl
- Malmö: Kåge Gimtell
- Sundsvall: Bertil Hedlund
- Växjö: Sven-Olof Olsson
- Stockholm: Sven Lindahl

## Eurovision Song Contest
Israel hade vunnit året innan och fick därför stå värdland det här året. Tävlingen förlades till IBA Binyanei Ha'ooma i Jerusalem den 31 mars 1979. Alla länder som tävlade året innan, utom Turkiet, medverkade det här året, vilket gjorde att det blev totalt nitton länder. Turkiet hoppade av på grund av stor press från arabiska stater som motsatte sig att ett dominerande muslimskt land skulle tävla i Israel. Länder som utmärkte sig det här året var bland annat Västtysklands låt "Dschinghis Khan" där sångaren stod utklädd till Djingis khan medan gruppen gjorde en avancerad koreografi.
Då det förekom hot mot tävlingen skärptes bevakningen det här året. Vakter ställdes ut längs med vägarna runt arenan i Jerusalem som kontrollerade alla som skulle in för att se finalen på plats i arenan. Tävlingen fick för övrigt kritik för att inte ha tillräckligt med utrymme back-stage med omklädningsrum etc.
Sverige tävlade som nummer femton (av nitton länder), och slutade efter juryomröstningen på sjuttonde (och tredje sista) plats med endast åtta poäng. Värdlandet Israel tog hem segern med 125 poäng, vilket gjorde att det för tredje gången i Eurovisionens historia blev det land som stod värd som tog hem segern. Med 116 poäng slutade Spanien på andra plats, tätt följt av Frankrike med 106 poäng på tredje plats. Sistaplatsen delades lika mellan Belgien och Österrike som vardera fick fem poäng.